# 2007 في إسرائيل
فيما يلي قوائم الأحداث التي وقعت خلال عام 2007 في إسرائيل.

## أحداث
- 13 يونيو – الانتخابات الرئاسية الإسرائيلية 2007

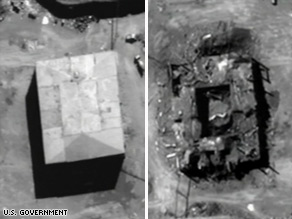
عملية البستان - صورة الهدف قبل وبعد العملية نشرتها حكومة الولايات المتحدة
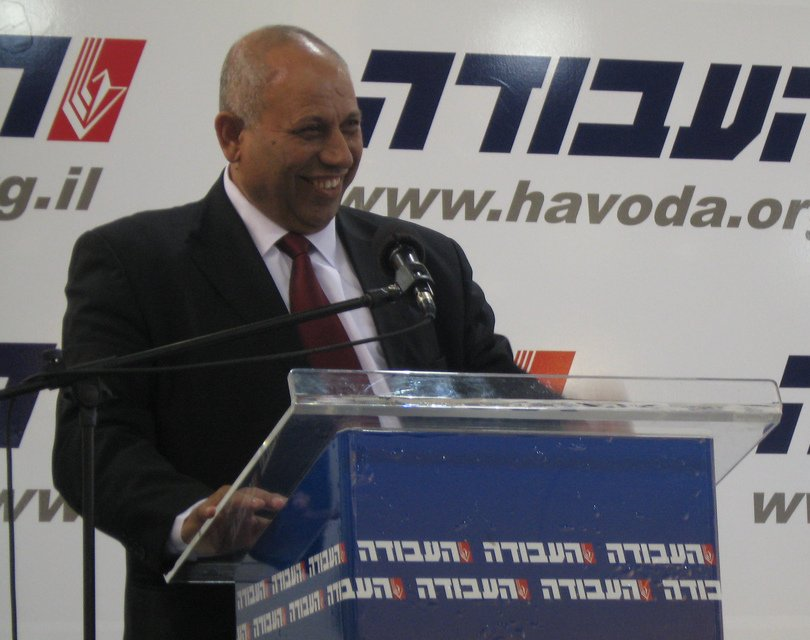
أصبح غالب مجادلة أول وزير مسلم في تاريخ "دولة" إسرائيل.
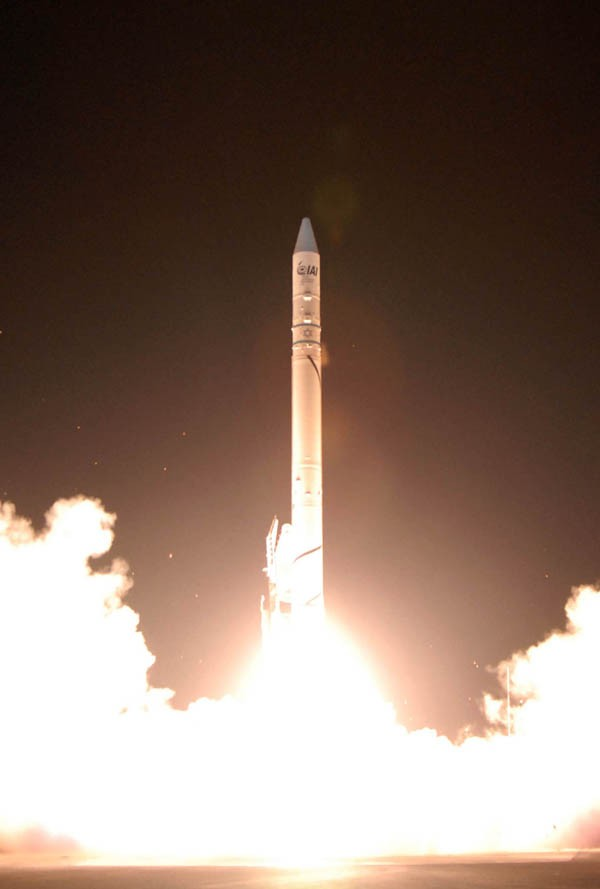
إطلاق القمر الصناعي الإسرائيلي أوفيك 7 إلى الفضاء
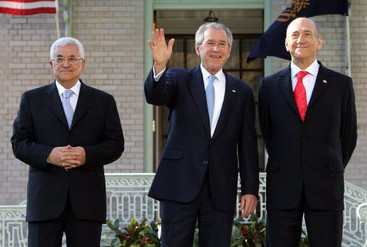
شاركت إسرائيل في مؤتمر أنابوليس

## سياسة

### تعيين في المنصب
- 29 يناير – غالب مجادلة وزير بدون حقيبة وزارية.
- 27 فبراير – يولي أدلشتين عضو الكنيست [الإنجليزية]‏.
- 25 أبريل – سعيد نفاع عضو الكنيست [الإنجليزية]‏.
- 13 يونيو – شمعون بيريز رئيس إسرائيل.
- 18 يونيو – إيهود باراك وزير الدفاع الإسرائيلي  [لغات أخرى]‏، نائب رئيس الوزراء ‏.
- 2 يوليو – متان فلنائي Deputy Minister of Defense ‏.
- 24 سبتمبر – عامي أيالون وزير بدون حقيبة وزارية.
- 29 أكتوبر – مجلي وهبي نائب وزير الخارجية ‏.

### انتهاء فترة المنصب
- 1 يناير – موشيه كتساف رئيس إسرائيل.
- 7 فبراير – تسيبي ليفني Justice Minister of Israel ‏.
- 1 مارس – يولي تمير وزارة الثقافة والرياضة (إسرائيل)، وزارة العلوم والتكنولوجيا.
- 21 مارس – إسحاق هرتزوغ وزير السياحة  [لغات أخرى]‏.
- 21 مارس – غالب مجادلة وزير بدون حقيبة وزارية.
- 25 أبريل – عزمي بشارة عضو الكنيست [الإنجليزية]‏.
- 4 مايو – إيتان كابل وزير بدون حقيبة وزارية.
- 13 يونيو – شمعون بيريز عضو الكنيست [الإنجليزية]‏.
- 18 يونيو – افرايم سنيه Deputy Minister of Defense ‏.
- 18 يونيو – عمير بيرتز وزير الدفاع الإسرائيلي  [لغات أخرى]‏، نائب رئيس الوزراء ‏.

## ظهور
- 30 يوليو – إسرائيل هيوم

## أفلام
من الأفلام التي صدرت هذه السنة في إسرائيل:
- 1 يناير – الشقيف من إخراج جوزيف سيدار.
- 1 يناير – زيارة الفرقة الموسيقية من إخراج عيران كوليرين.
- 29 يونيو – ذا بوبل من إخراج ايتان فوكس.

## وفيات

### مارس
- 26 مارس – عزمي نصار (مواليد 1957) لاعب كرة قدم إسرائيلي.